# Jim Hoagland
Jimmie Lee "Jim" Hoagland, född 22 januari 1940 i Rock Hill, South Carolina, död 4 november 2024 i Washington, D.C., var en amerikansk journalist och tvåfaldig mottagare av Pulitzer Prize (1971 och 1991). Han var också redaktör, utrikeskorrespondent och kolumnist för The Washington Post. Han vann Pulitzer Prize for International Reporting 1971 för hans bevakning av kampen mot apartheid i Sydafrika. 1991 vann han Pulitzer Prize for Commentary för sina artiklar och kolumner om händelser som ledde fram till Gulfkriget liksom för sina artiklar om de politiska problemen för Michail Gorbatjov. Han tilldelades Hederslegionen för sina insatser för bättre relationer mellan Frankrike och USA. Hoagland var gift med författaren Jane Stanton Hitchcock.

## Citat
| ”                              | The United States is engaged in a shadow war that must now be the central priority for this president and his administration for everyday of his term. | „ |
| – -- The Washington Post, 2001 | |   |